# Cratera do Meteoro
A Cratera de Barringer, também conhecida como Cratera do Meteoro, está localizada perto de Winslow, no Arizona, Estados Unidos.
Supõe-se que foi formada há aproximadamente 50 mil anos por um meteorito de aproximadamente 50 metros a 40 mil km/h com a força de uma bomba de hidrogênio, deixando uma cratera de pouco mais de um quilômetro de diâmetro e 200 metros de profundidade.